# Coccygidium pennator
Coccygidium pennator är en stekelart som först beskrevs av Fabricius 1804.  Coccygidium pennator ingår i släktet Coccygidium och familjen bracksteklar. Inga underarter finns listade i Catalogue of Life.